# CCTV-7
CCTV-7 es la séptima cadena de televisión nacional de la República Popular de China. Pertenece a la CCTV
(en mandarín 中国中央电视台, en inglés CCTV), una sociedad dependiente del Consejo de Estado de la República Popular de China. La séptima cadena de televisión china se dedica a emisiones temáticas que tienen por tema la vida rural, la educación y las fuerzas armadas.